# José Marques da Rocha
José Margues da Rocha (1914-2001) Foi professor de História e Moral e Cívica no Colégio Estadual Manoel Ribas, em Santa Maria. Professos de Direito Constitucional, na Faculdade de Direito de Santa Maria. Procurador da Universidade Federal de Santa Maria. Juiz Militar na 3° Auditoria de Guerra.
Teve 03 filhas.
Era filho de Julieta DI Primio Marques da Rocha e Ernesto Marques da Rocha.
Foi eleito, em 3 de outubro de 1950, deputado estadual, pelo PSD, para a 38ª Legislatura da Assembleia Legislativa do Rio Grande do Sul, de 1947 a 1951.